# Giovanni Maria Lanfranco
Giovanni Maria Lanfranco (Terenzo, 1490 – Parma, 1545) è stato un organista, teorico musicale e scrittore italiano.

## Biografia

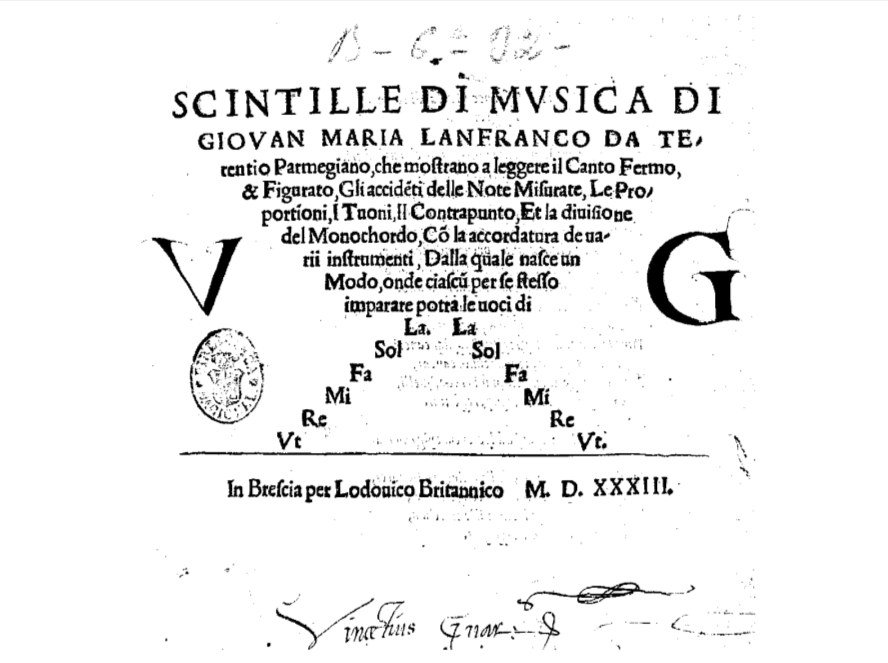
Scintille di musica, 1533

La sua carriera di studi si svolse sotto la guida dell'organista Ludovico Milanese, chiamato il «Cavaliere dell'organo».
Nel 1528 ricevette la carica di maestro di cappella della cattedrale di Brescia, che conservò per un quinquennio.
Nel 1535 Lanfranco si trasferì dapprima a Verona, dove ottenne la carica di maestro di cappella del duomo, e successivamente, dopo un breve periodo nel monastero agostiniano a Romano di Lombardia nei pressi di Bergamo, dal 1540, a Parma presso la basilica di Santa Maria della Steccata.
Lanfranco ebbe buoni rapporti di amicizia con Adrian Willaert e con altri musicisti importanti contemporanei, e fu molto apprezzato come contrappuntista e come teorico della musica.
Lanfranco morì a Parma nel 1545 e fu sepolto presso la stessa basilica dove lavorò negli ultimi anni.

## Opere e contenuti
Nel 1531 pubblicò a Brescia un Rimario novo di tutte le concordanze del Petrarcha e nel 1533 diede alle stampe le Scintille di musica, il suo trattato musicale più importante.
Entrambe le opere risultarono didattiche sia in relazione al canto sia alla letteratura; il Rimario fu una raccolta formata da tutte le rime scritte da Francesco Petrarca nel Canzoniere e I Trionfi, indicizzate alfabeticamente, dedicato alla nobile famiglia bresciana Caprioli e rivolto agli studenti accademici di letteratura.
Scintille di musica è un trattato musicale che delucida sulla pratica esecutiva organistica, dedicato a vari personaggi tra cui Bartolomeo Mascara, maestro di grammatica ai giovani cantori del Duomo, indirizzato non solamente agli autodidatti, ma anche agli allievi accademici, parzialmente ispirato al Toscanello in musica (1523) del teorico musicale Pietro Aaron. 
È costituito da una prima parte riguardante la musica teorica; un secondo capitolo sulla descrizione delle note, dalla lettura dell'altezza e della loro durata, ai tipi di ottave, compresa la descrizione sulla scrittura del testo letterario assieme alla musica, per la quale fu un precursore; una terza sezione sui modi ecclesiastici e canto piano; una quarta parte sul contrappunto, compreso il contrappunto improvvisato; una quinta sezione sull'accordatura degli strumenti.
Scintille di musica fu redatto in lingua italiana comune, nel quale Lanfranco illustrò le qualità dei liutai e organari bresciani, classificò e descrisse gli strumenti evidenziando somiglianze con le teorie musicali proposte da Agricola, Ganassi, Jambe de Fer, Zacconi, Hothby, Gaffurio.
Molto interessante è la sezione riguardante l'accordatura degli strumenti, a cominciare da quelli a corda, come le violette da arco senza tasti, l'arpa, la «cethara», il liuto, i «violoni da tasti et da arco», suddivisi come le violette, nelle taglie di Soprano, Tenore e Basso.
Lanfranco progettò una seconda opera teorica musicale, intitolata Musica Terentiana, scritta in toscano, incentrata sulla teoria e pratica, con metodo speculativo più approfondito rispetto a quello basato soprattutto sulla pratica di Scintille di musica, che però è irrintracciabile.
Lanfranco realizzò una sola composizione musicale oggi conosciuta, un suo canone, o fuga, a cinque voci, Threicium memorat (1531).